# Guvernoratul Madaba
Madaba (arabă: محافظة مادبا) este una dintre regiunile administrative de gradul I (guvernorat) din Iordania. Este localizat în partea de nord-vest a țării, la sud-vest de capitala Amman, pe malul de est al Mării Moarte. Reședința acestui guvernorat este orașul Madaba. Conform unei estimări oficiale din 2020, populația unității administrative era de 214.100 locuitori.

## Istorie
Multe civilizații au existat pe solurile din Madaba, cele mai proeminente fiind moabiții, nabateenii,  romanii, și imperiile arabe musulmane.
Orașul Madaba este cel mai bine cunoscut pentru arta bizantină și  mozaicurile omeiade, în special Harta Madaba, o hartă mare mozaicată din epoca bizantină a Palestineu și delta Nilului.

### Istoria biblică și antică
Multe site-uri din Guvernoratul Madaba sunt considerate site-uri biblice, dintre care se pot enumera: 2015)
- Muntele Nebo: potrivit Bibliei, este locul de unde Moise a văzut Țara promisă. Muntele Nebo, la vest de orașul Madaba, a făcut parte din Eparhia Madaba în perioada bizantină. Aici mozaicurile descoperite la Memorialul lui Moise împreună cu cele din bisericile din satul Nebo, din valea „Uyun Musa” și de la 'Ayn al-Kanisah poartă inscripții care le datează din vremea episcopilor de Madaba de la sfârșitul secolului al V-lea până la mijlocul secolului al VIII-lea d.Hr.
- Um er-Rasas (Kastron Mefaa): se află pe stepele sud-estice, de asemenea, au făcut parte din eparhie, stabilindu-se cât mai aproape de Wadi Mujib (râul Arnon), o graniță naturală a provinciei. Aici au fost scoase la lumină splendidele mozaicuri ale Complexului Sfântul Ștefan împreună cu Biserica Leilor (secolele VI-VIII d.Hr.), care completează mozaicul din secolul al VIII-lea descoperit în satul Ma'in.
- Maherus: la 15 km sud de orașul Madaba, este locul unde se află Trupul Sfântului Ioan Botezătorul după ce a fost decapitat la cererea  nepoatei regelui Irod Antipa. Situl este situat pe vârful unui munte mare care se ridică de pe țărmurile Mării Moarte și are vedere la cea mai mare parte a Mării Moarte și a Israelului antic.
- Harta Madaba: Singura hartă mozaică completă a Ierusalimului din epoca bizantină.

Multe săpături arheologice cu accente pre-biblice și biblice se efectuează în timpul lunilor de vară în Guvernoratul Madaba; noi descoperiri se fac în fiecare an.

### Istoria modernă

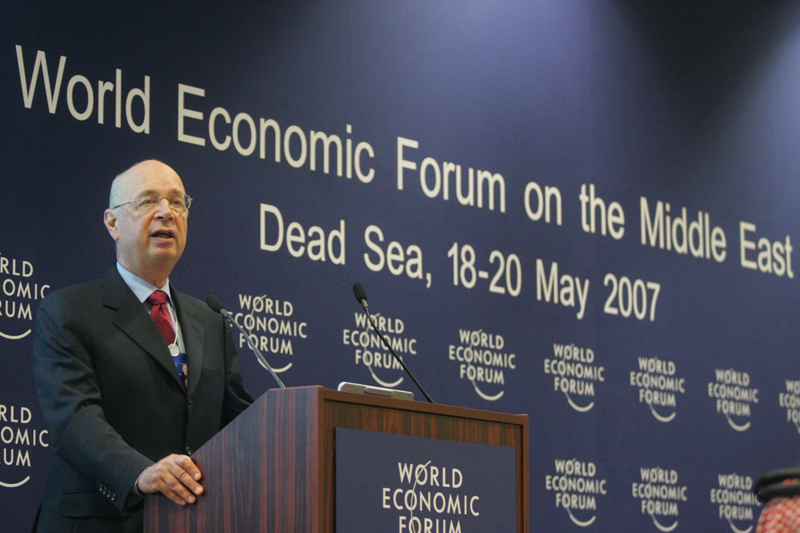
Guvernoratul Madaba găzduiește Forumul Economic Mondial desfășurat pe coastele sale la Marea Moartă

Coasta Mării Moarte a Guvernoratului Madaba găzduiește Forumul Economic Mondial în fiecare an.

## Geografie
Guvernoratul Madaba se învecinează cu Guvernoratul Capitalei la est și Guvernoratul Balqa la nord, Cisiordania peste Râul Iordan, și Marea Moartă la vest și Guvernoratul Karak la sud. Ma'in este un sat din Madaba care este locul unei  cascade termale naturale. Efectele sale terapeutice sunt utilizate de către cei cu dureri articulare și iritații ale pielii. o nouă industrie turistică este în creștere în jurul site-ului cu construirea unui nou hotel și spa balnear⁠(en)[traduceți].
Clima variază semnificativ în guvernorat datorită diferenței de altitudine a regiunilor guvernoratului, capitala Madaba se află la 798 de metri deasupra nivelului mării, în timp ce Marea Moartă se află la aproximativ 400 de metri sub nivelul mării, rezultând o diferență de temperatură de două cifre între cele două locații.

## Economie

### Turism
Datorită bogăției sale de situri istorice și situri naturale, cum ar fi Izvoarele termale Ma'in și Marea Moartă, Guvernoratul Madaba depinde în principal de turism ca sursă principală de venit. Guvernoratul este a cincea destinație turistică după Petra, Jerash, Aqaba și Amman.

### Agricultură
Regiunea de nord a guvernoratului este agricolă, cu o suprafață totală de 59 km2 de ferme de fructe și măslini. Producția de măsline și fructe a guvernoratelor este a opta în regat (după  Balqa,  Irbid,  Mafraq,  Capitala,  Ajloun,  Jerash, și  Guvernoratele Zarqa.

## Diviziuni administrative

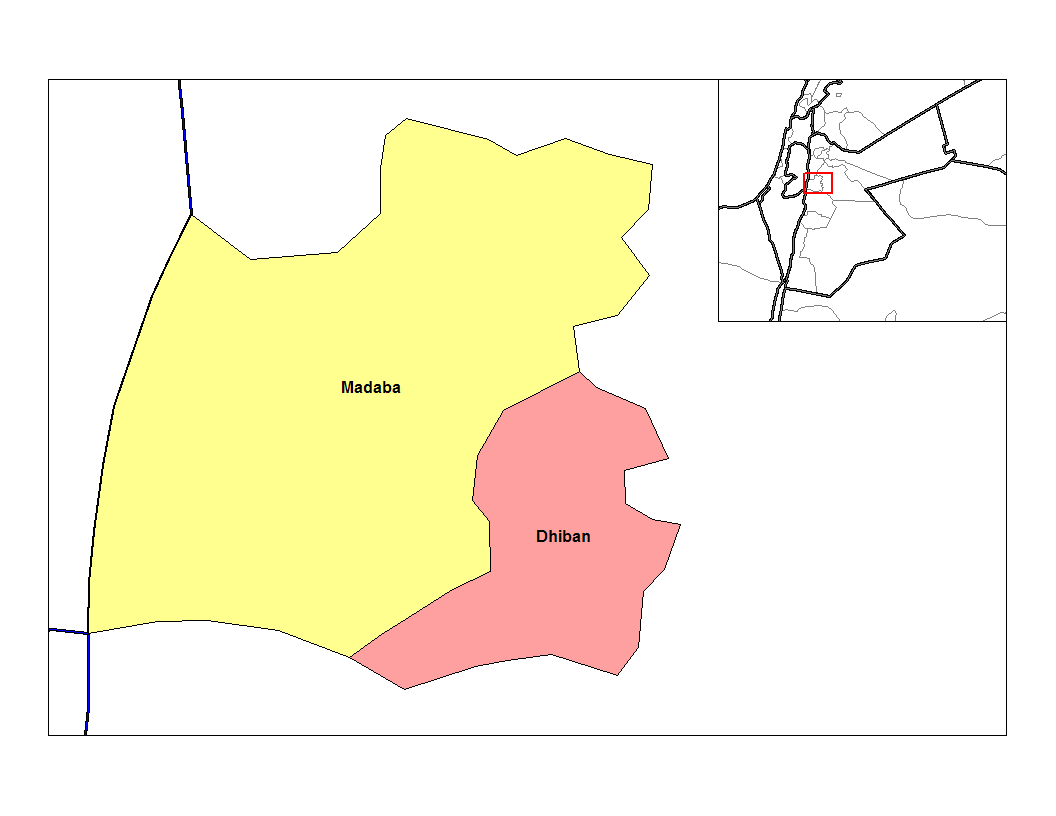
Districtele Madabei

Articolul 12 din Legea privind diviziunile administrative ale Ministerului iordanian de Interne împarte Madaba în două departamente:
- Departamentul Madaba: cu centrul său administrativ în orașul Madaba, acest departament include, de asemenea, alte 26 de orașe și sate.
- Departamentul Dhiban: Include 44 de orașe și sate, cu centrul său administrativ în Dhiban

Cele 2 districte (''Madaba Qasabah'' și ''Dieban''),se ]mpart la rândul lor in 7 subdistricte.
| District                              | Subdistrict | Populația (est.2020) |
| ------------------------------------- | ----------- | -------------------- |
| Madaba Qasabah (în arabă: قصبة مادبا) | Madaba      | 144.300              |
| Madaba Qasabah (în arabă: قصبة مادبا) | Jrainah     | 10.880               |
| Madaba Qasabah (în arabă: قصبة مادبا) | Maeen       | 10.260               |
| Madaba Qasabah (în arabă: قصبة مادبا) | Faisaliah   | 7.440                |
| Dieban (în arabă: ذيبان)              | Dieban      | 16.460               |
| Dieban (în arabă: ذيبان)              | Al-Areed    | 4.110                |
| Dieban (în arabă: ذيبان)              | Mlaih       | 20.650               |

## Demografie
Populația districtelor în conformitate cu  rezultatele recensământului:
| District                   | Populație (Recensământ 1994) | Populație (Recensământ 2004) | Populație (Recensământ 2015) |
| Guvernoratul Madaba        | 107.321                      | 129.960                      | 189.192                      |
| -------------------------- | ---------------------------- | ---------------------------- | ---------------------------- |
| Dhiban                     | 23,497                       | 28.577                       | 36.422                       |
| Districtul Qaṣabah Ma'dabā | 83.824                       | 101.383                      | 152.770                      |

## Galerie

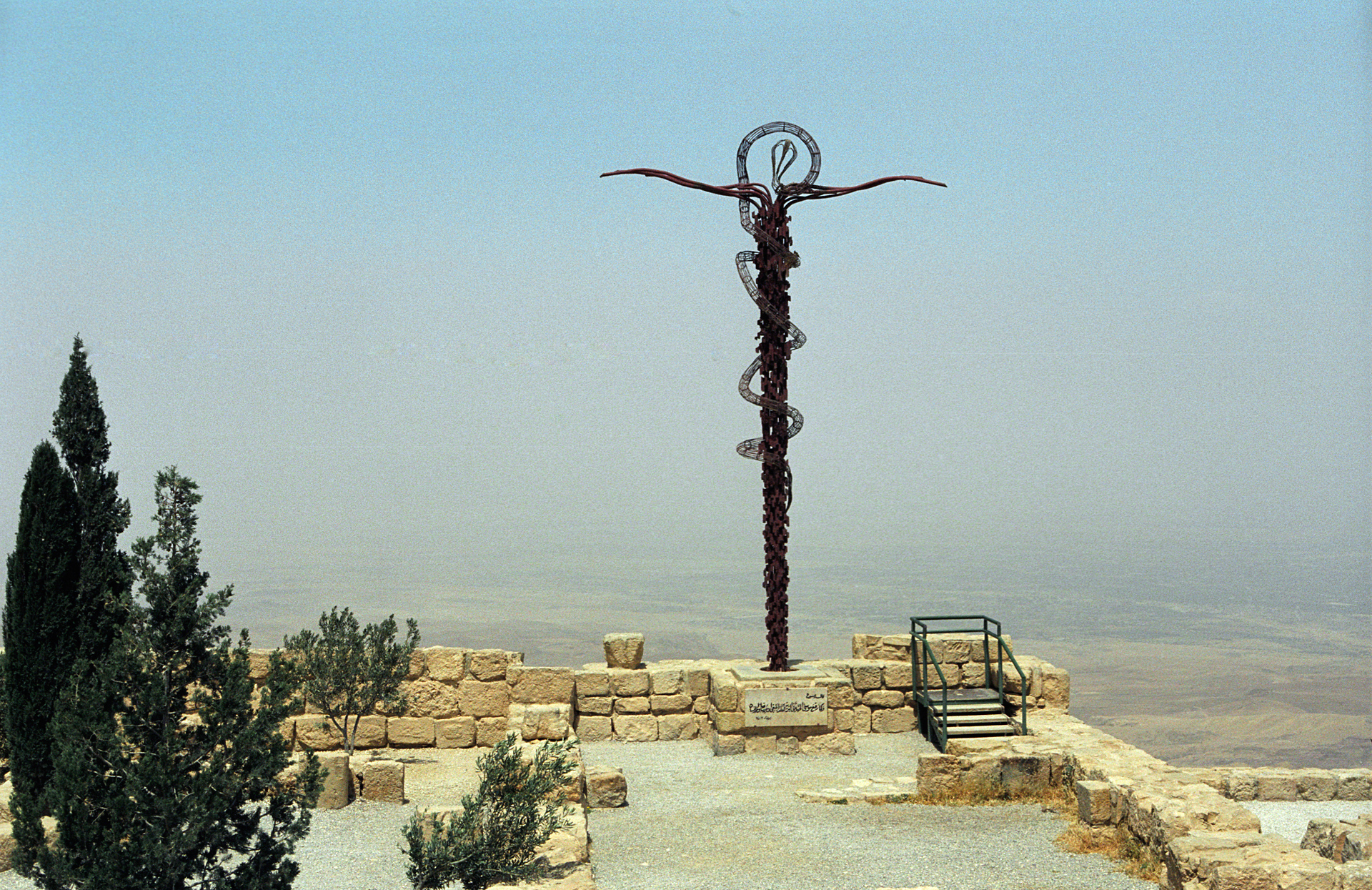
Sculptura șarpelui de alamă de pe Muntele Nebo
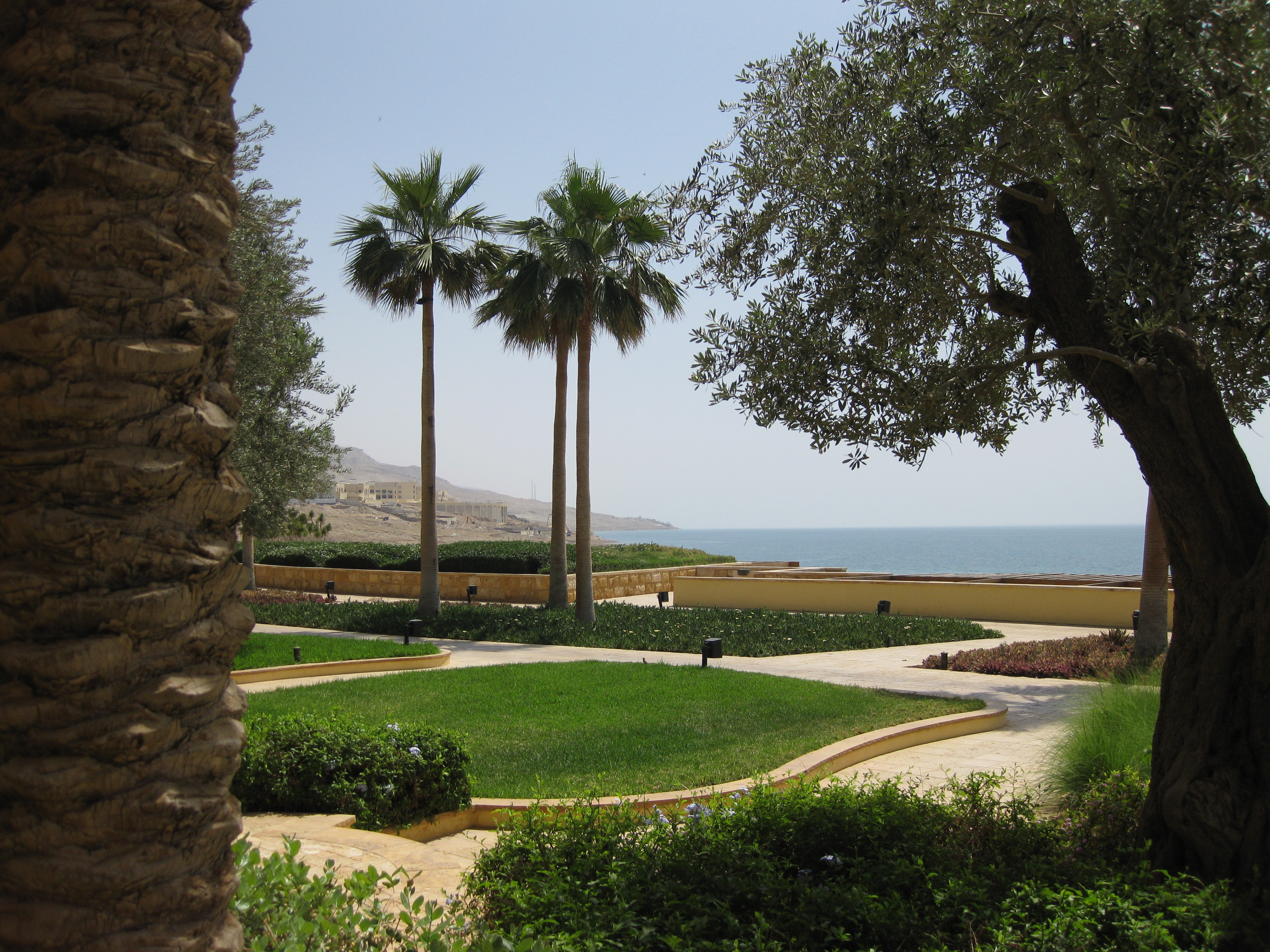
Marea Moartă de la Hotelul Kempinski din Guvernoratul Madaba
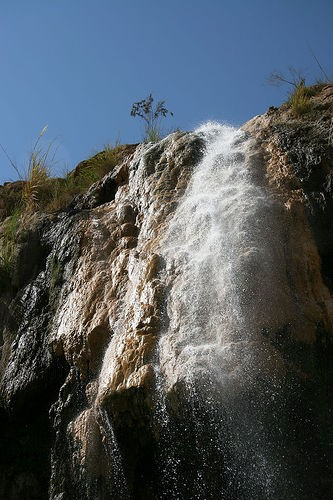
Izvoarele termale Ma'in
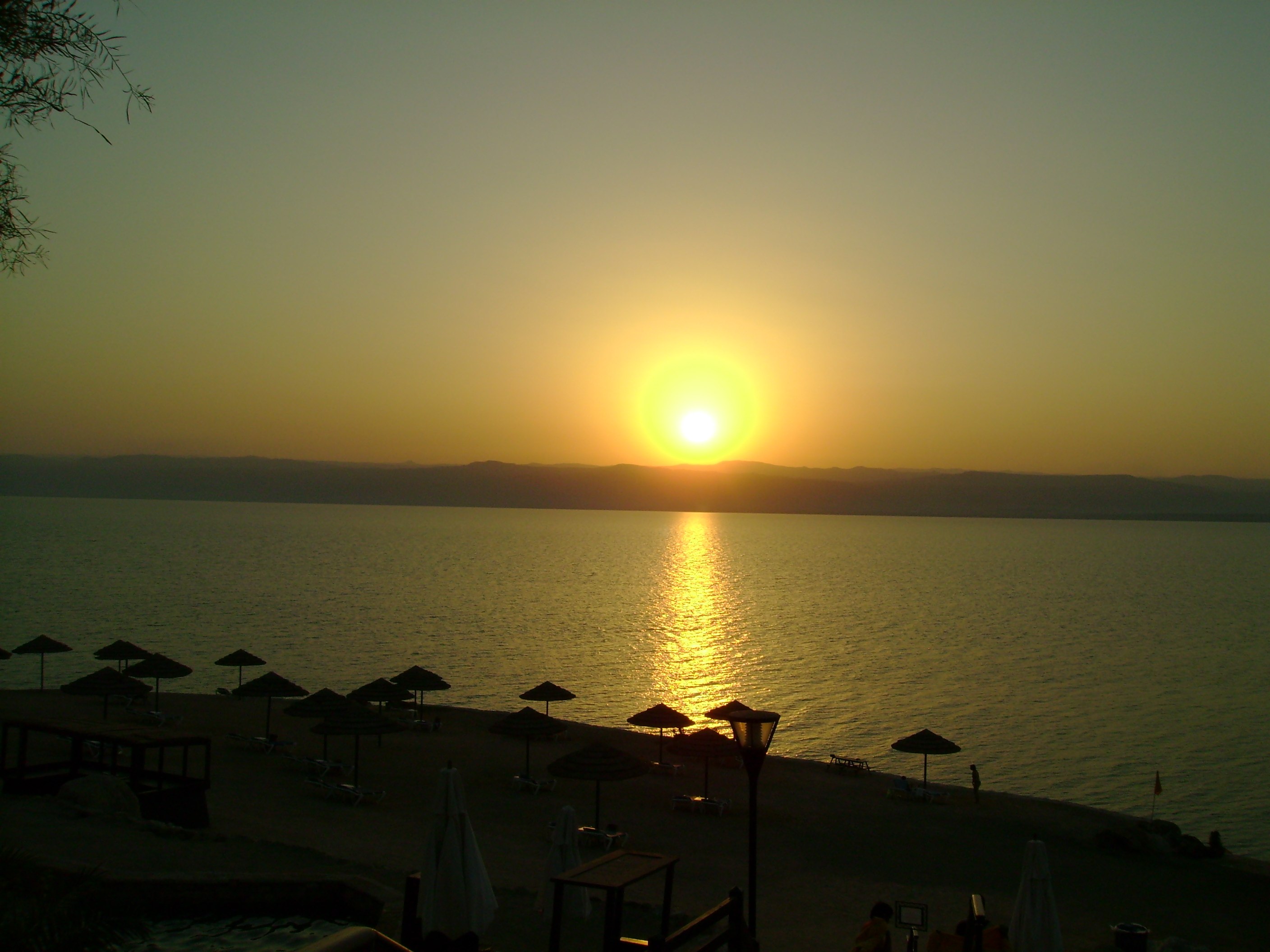
Plaja de la Marea Moartă din Guvernoratul Madaba
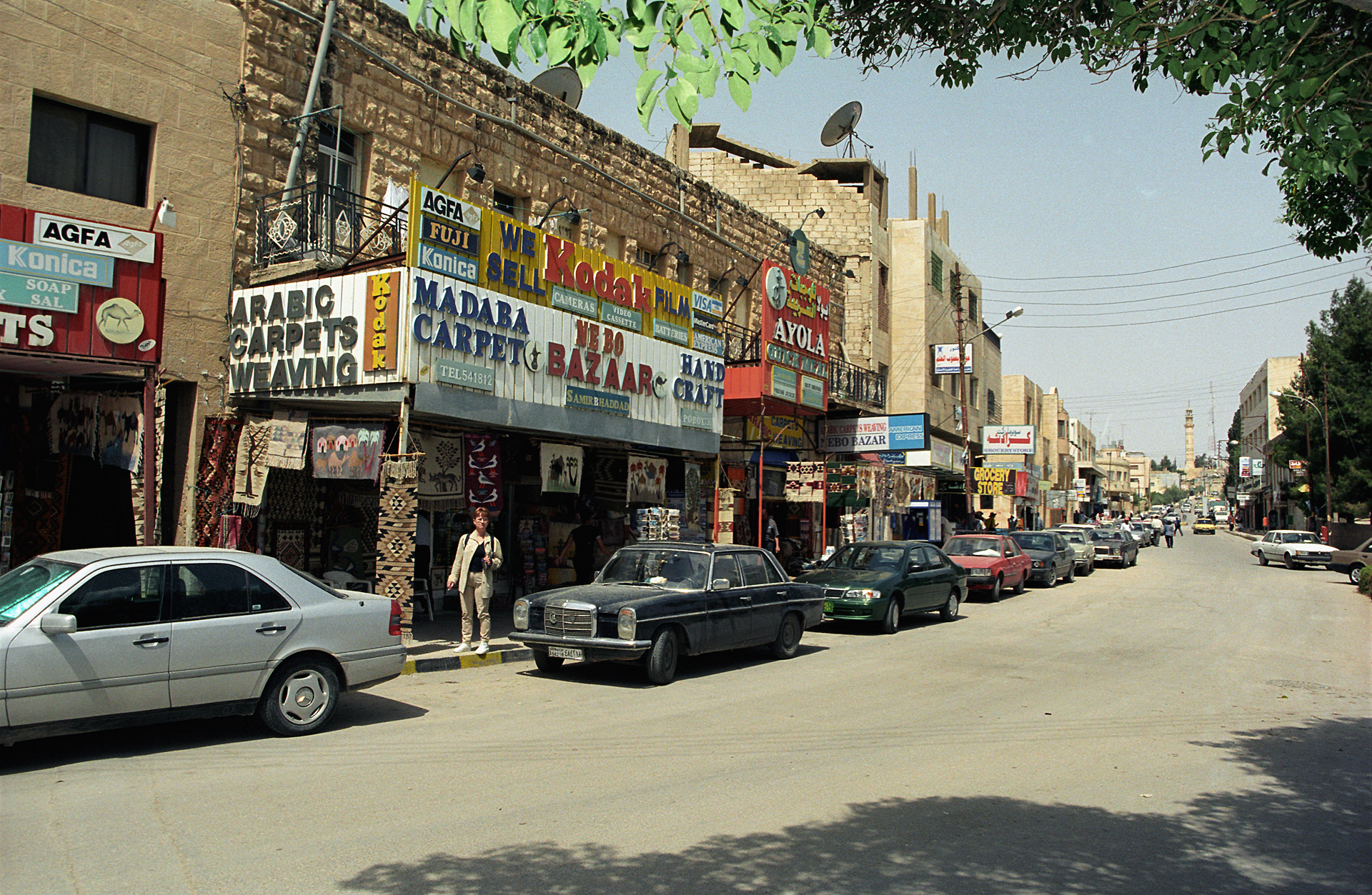
Madaba este capitala guvernoratului Madaba.
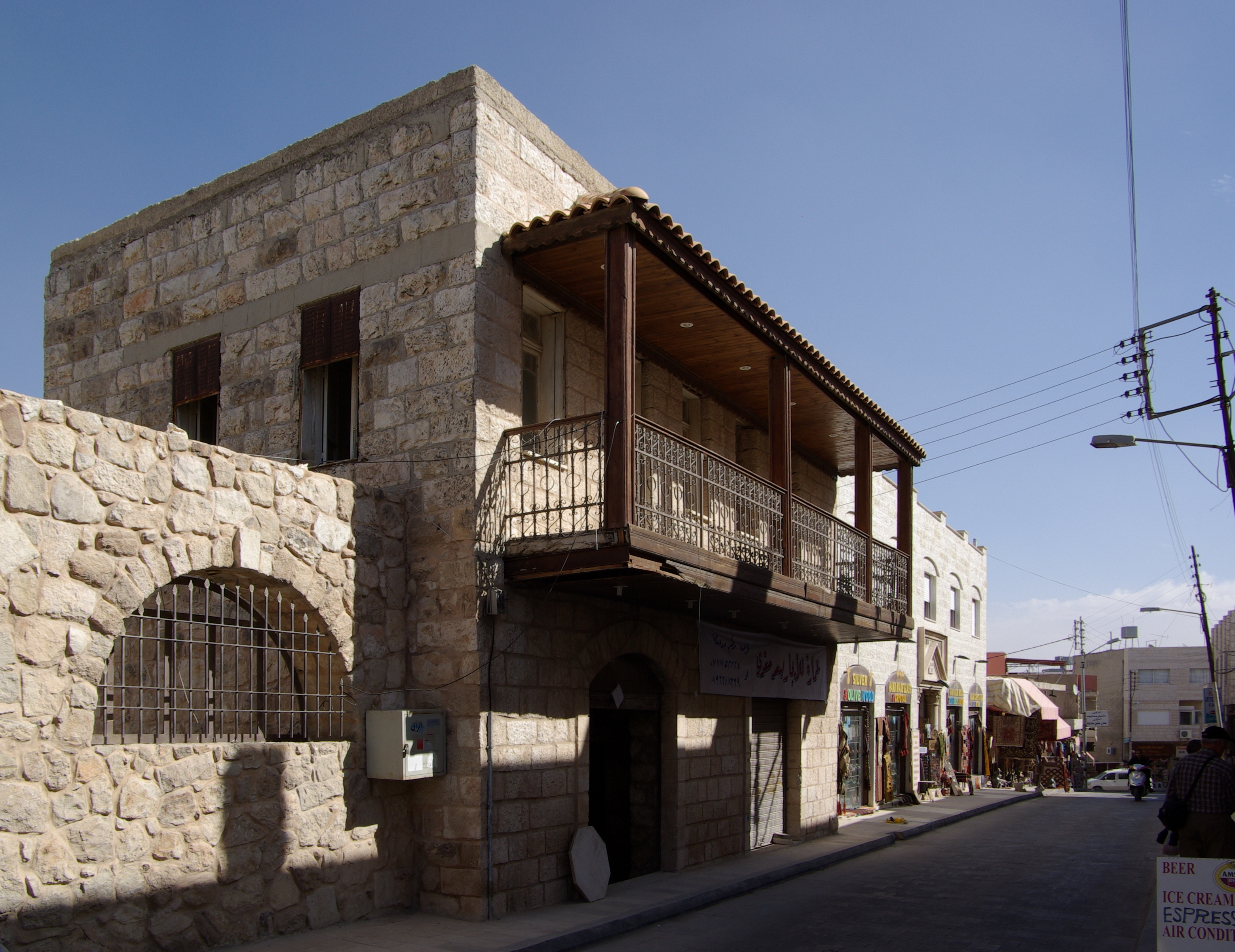
Un cartier vechi din Madaba